# Orchomene macroserratus
Orchomene macroserratus is een vlokreeftensoort uit de familie van de Lysianassidae. De wetenschappelijke naam van de soort is voor het eerst geldig gepubliceerd in 1930 door Clarence Raymond Shoemaker.